# Episodi di Scooby-Doo & Scrappy-Doo
Lista degli episodi della prima stagione di Scooby-Doo & Scrappy-Doo.
| nº | Titolo italiano                     | Titolo originale                       | Prima TV USA      | Prima TV Italia |
| -- | ----------------------------------- | -------------------------------------- | ----------------- | --------------- |
| 1  | Supereroi                           | The Scarab Lives!                      | 22 settembre 1979 |                 |
| 2  | Il parco di ... divertimenti        | The Night Ghoul of Wonderworld         | 29 settembre 1979 |                 |
| 3  | Strani incontri dello Scooby tipo   | Strange Encounters of a Scooby Kind    | 6 ottobre 1979    |                 |
| 4  | Il fantasma della discoteca         | The Neon Phantom of the Roller Disco!  | 13 ottobre 1979   |                 |
| 5  | Una tranquilla vacanza              | Shiver and Shake, That Demon's a Snake | 20 ottobre 1979   |                 |
| 6  | Uno scheletro tra noi               | The Scary Sky Skeleton                 | 27 ottobre 1979   |                 |
| 7  | Il demone del baseball              | The Demon of the Dugout                | 3 novembre 1979   |                 |
| 8  | È soltanto una leggenda Scooby Doo! | The Hairy Scare of the Devil Bear      | 10 novembre 1979  |                 |
| 9  | Minaccia dagli abissi               | Twenty Thousand Screams Under the Sea  | 17 novembre 1979  |                 |
| 10 | Non mordermi sul collo              | I Left My Neck in San Francisco        | 24 novembre 1979  |                 |
| 11 | Stella stellina                     | When You Wish Upon a Star Creature     | 1º dicembre 1979  |                 |
| 12 | Un concorso ... mostruoso           | The Ghoul, the Bat and the Ugly        | 8 dicembre 1979   |                 |
| 13 | Settimana bianca                    | Rocky Mountain Yiiiii!                 | 15 dicembre 1979  |                 |
| 14 | Abra cadabra                        | The Sorcerer's a Menace                | 22 dicembre 1979  |                 |
| 15 | Un minotauro alla porta             | Lock the Door, It's a Minotaur!        | 29 dicembre 1979  |                 |
| 16 | Scooby Doo non c'è più              | The Ransom of Scooby Chief             | 5 gennaio 1980    |                 |

## Supereroi
Scooby Doo, Scrappy e i loro amici devono aiutare un fumettista, poiché la sua nuova creazione ha preso vita.

## Il parco di ... divertimenti
Scooby doo, Scrappy e i loro amici sono intrappolati all'interno di un parco a tema.

## Strani incontri dello Scooby tipo
Scooby, Scrappy e Shaggy sono stati rapiti da un alieno: tocca a Fred, Velma e a Daphne salvarli.

## Il fantasma della discoteca
Un fantasma appare a Hollywood Bowl, e la banda vuole scoprire le sue intenzioni.

## Una tranquilla vacanza
Scooby, Scrappy e i loro amici, in vacanza nelle Florida Keys, incontrano il demone serpente. Per errore, Daphne acquista una statuetta maledetta, che richiama il demone serpente che li insegue.

## Uno scheletro tra noi
La banda fa visita all'amica di Daphne, Wendy, una pilota acrobatica, che si sta preparando a volare per uno spettacolo aereo. In seguito compare lo scheletro del cielo.

## Il demone del baseball
Un misterioso demone noto come Dragon Beast interrompe una partita di baseball internazionale a Tokyo, spaventando tutti. All'aeroporto giapponese, la banda si stava preparando per la partita di domani. L'allenatore della squadra americana, Willie Turner, ha detto a Fred, Daphne e Velma che nessuno aveva vinto la partita di stasera a causa del Dragon Beast. Così hanno deciso di indagare. La banda ha intervistato il proprietario dello stadio, il signor Husai, che ha detto alla banda che finché la Bestia del drago era in giro, il signor Husai venderà lo stadio. Ovviamente, il signor Husai ha altre attività in giro per Tokyo che richiedono la sua attenzione. Nello spogliatoio, Scooby e Scrappy hanno trovato la Dragon Beast nell'armadietto 13. Quando lo Scrappy apre l'armadietto, la Dragon Beast è svanita. Qualche istante dopo, Velma notò alcune lampadine extra luminose. Poi il Dragon Beast ha seguito la banda in un grazioso hotel giapponese. Quando la banda ha notato la Bestia Drago nell'hotel, la Bestia scappa. Durante un inseguimento, Daphne ha notato che la Bestia Drago entrava in una fabbrica di fuochi d'artificio. La banda si divide e si guarda intorno. Fred, Daphne e Velma hanno notato casse di fuochi d'artificio che sembrano andare tutti in America. Ma Velma pensava che potesse significare qualcos'altro. Velma pensava che questo mistero stesse finalmente iniziando ad avere un senso, quindi ha deciso di tornare allo stadio perché pensava che la Bestia del drago potesse essere dopo il trofeo diamond. Il signor Husai stava compilando i moduli per la vendita dello stadio. Velma ha chiesto al signor Husai di assicurarsi che il diamond fosse ancora nel caveau. Poi Velma quasi lo lasciò cadere. Il signor Husai ha detto alla banda di tornare al lavoro. Quando Scrappy apre lo stesso armadietto in cui si trovava Dragon Beast, non c'era niente. Lo Scooby si sporge verso l'armadietto e si scopre essere un tunnel segreto. Mentre Shaggy ei cani stavano indagando, Fred e le ragazze furono minacciate dalla Bestia Drago. Scrappy ha aperto una via d'uscita su cui si trovava la Bestia Drago. La Bestia Drago insegue Shaggy e i cani. Scooby e Shaggy, travestiti da giocatori di baseball, dissero a Scrappy di sparare palle da baseball al Dragon Beast mentre Fred e Daphne rilasciavano una delle reti dello stadio. Quando la rete cade sulla Dragon Beast, questo avvolge il mistero. È venuto un membro delle autorità giapponesi. Fred, Daphne e Velma hanno spiegato come il colpevole ha usato i fuochi d'artificio per creare fumo e una proiezione di una bestia drago gigante. La Bestia viene smascherata come Mr. Husai. Fred ricordava che il signor Husai aveva detto a lui e alla banda che Husai aveva altre attività a Tokyo. E Fred pensava che la fabbrica di fuochi d'artificio fosse una di queste. Velma ha detto a Shaggy e Scooby quando ha lasciato cadere il diamond vicino alla sua teca di vetro, era certa che non graffiasse il vetro, il che significa che era un diamante falso. Husai aveva rubato e forgiato il vero diamante anni prima. Ma aveva paura che se la squadra americana avesse vinto la partita e avesse portato a casa il trofeo, avrebbero scoperto il furto. Così Husai ha inventato l'intera idea di Dragon Beast per interrompere il gioco. Mentre la banda si prepara a tornare in hotel per riposare, Scooby e Scrappy accendono due fuochi d'artificio; il primo ne fa scattare uno a sua immagine, ma il secondo crea accidentalmente un drago, spaventando i fuochi d'artificio di Scooby.

## È soltanto una leggenda Scooby Doo!
La banda incontra un archeologo, il Prof. Jeff Carver, e il suo assistente, Chuck Hunt, mentre è in vacanza nel Grand Canyon. Hanno scoperto una città tra le scogliere che sembra essere infestata dall'Orso del Diavolo.

## Minaccia dagli abissi
La banda è ad Acapulco per assistere allo spettacolo di tuffi dalla scogliera. Tuttavia, incontrano la bestia marina degli Aztechi che spaventa i subacquei e infesta una baia.

## Non mordermi sul collo
La banda arriva a San Francisco ed esplora la prigione dell'isola di Alcatraz, con la loro guida turistica, Jack, e altri due turisti, la signora Cornell e Sally. Daphne si ammala e Sally dice alla banda che l'unica che vive sull'isola è nientemeno che Lady Vampire of the Bay. Scooby, Scrappy e Shaggy rimangono fuori dalla prigione e vedono Lady Vampire, quindi scappano. Nella prigione, Daphne è scomparsa e Fred e Velma vanno a cercarla. Shaggy ei cani si presentano mentre scappano dalla vampira, che si presenta anche lei e poi fugge. Scrappy insegue il vampiro, ma invece cattura Daphne che dice che si è persa e non ha visto nessuno. Scooby e Shaggy iniziano a pensare che Daphne sia un vampiro a causa del loro aspetto simile. Sulla via del ritorno a riva, Velma nota che manca il vetro all'interno di uno dei riflettori della barca e si insospettisce. In un albergo, la banda (meno Daphne, che è ancora malata ed è andata a letto) va in biblioteca e legge un libro sulle leggende di San Francisco. Leggono appunti sul vampiro, che dicono che essendo un parente dei vampiri in Transilvania, Lady Vampire non ha riflesso nello specchio. Le luci si spengono, ma si riaccendono per rivelare il vampiro davanti a uno specchio che non contiene il suo riflesso; il vampiro scappa. Scrappy la insegue, ma invece cattura Jack. Dopo aver sentito dei rumori, Daphne arriva davanti allo specchio e Scooby e Shaggy vedono che non ha riflessi nello specchio. Jack dice alla banda che è ora di andare al porto turistico per il resto del viaggio. Daphne dice che non può andare perché è ancora malata. Fred e Velma rimangono in hotel per risolvere il mistero, mentre Shaggy ei cani vanno al porto turistico. Nella marina, Shaggy ei cani vedono una donna che affermano di essere Daphne, ma si scopre essere un vampiro. Mentre Scooby e Shaggy finiscono in un negozio di alimentari cercando di scappare, Scrappy cerca di attaccare il vampiro, ma lei lo intrappola in una scatola. Tornati in hotel, Fred e Velma vedono sulle cornici dello specchio le aquile reali che prima non c'erano e alcune stampe di pittura sul pavimento. Cercano di catturare il vampiro che riesce a scappare. Fred e Velma vedono che ha rubato un bicchiere dall'occhio della scultura della tigre e pensano che questo sia legato in qualche modo ai gioielli rubati che sono stati rubati da un ladro di gioielli, Lefty Callahan. Nel frattempo, Scooby e Shaggy liberano Scrappy e tre di loro inseguono il vampiro nel vicolo. Si trasforma in un pipistrello e vola in albergo, proprio nella stanza di Daphne. Shaggy ei cani entrano nella stanza e vedono il pipistrello volare intorno al letto vuoto di Daphne. Quando Fred e Velma li trovano e aprono la porta, vedono Daphne a letto. Fred e Velma confermano che gli occhiali che sono stati rubati dal vampiro sono il rubino e lo smeraldo rubati e scoprono che il diamante è nel teatro dell'opera. Velma vede un segno che il teatro dell'opera non sarà aperto fino a domani e crede che sia strano perché la signora Cornell ha detto prima che andrà al teatro dell'opera. La banda si divide: Fred e Velma vanno di sopra, Scooby e Shaggy vanno nel camerino e Scrappy va nel backstage. Scrappy prepara una trappola per il vampiro, ma cattura accidentalmente Scooby e Shaggy che stavano scappando dal vampiro. Il vampiro ruba il diamante dal lampadario e Scrappy la cattura, ma quando accidentalmente spegne e riaccende le luci, lei scompare. Daphne, la signora Cornell, Jack e Sally arrivano, e Velma dice loro che uno di loro è un vampiro e un ladro che ha interpretato il vampiro per rubare i gioielli rubati. Velma conferma che con due diverse cornici (una con le aquile e una senza di loro), ha scoperto che c'erano due specchi Fred dice che uno degli specchi è stato dipinto per evitare di mostrare riflessi e, quando le luci erano spente, gli specchi sono stati scambiati. Velma rivela che il vampiro è la signora Cornell perché ha detto di andare al teatro dell'opera, ma era chiuso. Velma poi rivela che la signora Cornell è davvero Lefty Callahan, che sapeva dove sono i gioielli rubati. Fed e Velma dicono che il pipistrello è volato nella stanza di Daphne perché era buio e Daphne era in bagno per prendere un po' d'acqua quando il pipistrello era nella sua stanza, e quando è tornata, il pipistrello è volato via.

## Stella stellina
Gli scienziati che hanno creato un nuovo telescopio lo usano per scoprire che una creatura stellare viene dallo spazio e li attacca. Mentre la banda sta guidando, hanno una gomma a terra. Quando Scrappy, Scooby e Shaggy riparano lo pneumatico, la Star Creature li attacca. Fuggendo, trovano il resto della banda, dicendo che devono andare allo Star Laboratory . Arrivando a Star Labs, trovano la Star Creature. Molte volte lo vedono e lui li insegue. Alla fine, Scooby e Scrappy scappano nel bosco; trovare un orso. L'orso li attacca, ma tornano di corsa a Star Labs. La Star Creature li trova e Shaggy torna indietro nei controlli del telescopio. Il telescopio sfugge di mano e colpisce la Star Creature. La creatura giace lì e la polizia si presenta per smascherarla come il signor Greenfield, proprietario dell'osservatorio. Ha usato il telescopio per rubare segreti da Star Laboratory. Ma quando il professor Spaulding ha scoperto una nuova stella e ci ha lavorato per più ore, questo ha sconvolto i piani di Greenfield. Quindi ha dovuto trovare un modo per interrompere il lavoro del professore. La banda finisce la notte guardando una stella cadente. Scrappy chiede se le stelle cadono davvero, ma Shaggy dice che è solo un'espressione. Proprio in quel momento, una roccia gigante cade a terra, facendo cadere a terra Shaggy e Scooby.

## Un concorso ... mostruoso
Ai Batty Awards, Brandon Davies consegna a Judson Carr un premio come miglior attore horror. Quindi inizia a mostrare un'anteprima del successo horror atteso per il prossimo anno, The Curse of the Shadow Creature che sta per essere mostrato. All'inizio, la Creatura Ombra appare sullo schermo e sposta gli oggetti nella stanza, spaventando il pubblico che è vestito da mostro. La banda arriva a casa di Brandon Davies per assistere allo spettacolo dei Batty Awards, solo per vedere i partecipanti scappare a causa della Creatura Ombra che interrompe lo spettacolo. Mentre Fred, le ragazze e Davies trovano il film distrutto su Shadow Creature, Shaggy ei cani vengono attaccati da un ghoul, che si scopre essere Crayton Aimes, un attore arrabbiato per non aver ricevuto un premio. Fred e le ragazze vengono quindi attaccate dalla Creatura Ombra che soffia il vento contro di loro. La creatura scappa; e Fred e le ragazze vedono in un pezzo di un articolo di giornale strappato che i francobolli di valore sono stati rubati. Nella biblioteca, Shaggy ei cani vengono attaccati da un uomo lupo che si scopre essere Harrison Stone, uno dei fondatori dei Batty Awards che voleva mettere le cose a posto con Davies. Shaggy trova diverse lettere e Velma vede qualcosa di strano nelle lettere. In una cucina, Shaggy ei cani vengono inseguiti dalla Creatura Ombra, ma riescono a scappare. In seguito si imbattono in una donna di Frankenstein che si rivela essere Doloris Handfield, che voleva che Davies vendesse la sua casa per costruire un centro commerciale. Fred e le ragazze trovano il pezzo del nastro del film. Guardano il film e vedono Davies che lascia il negozio. Shaggy ei cani vengono di nuovo inseguiti dalla Creatura Ombra, Scrappy lo sorprende nello scaffale girevole e lo fa volare di nuovo sul tavolo da biliardo. Velma dice che sapeva che le lettere erano strane perché avevano i francobolli rubati. La creatura ombra viene smascherata per essere Davies, che è stato sorpreso nel suo film a rubare francobolli (ecco perché lo ha distrutto), quindi potrebbe tenere la sua casa perché non è ricco. Con il mistero risolto, la banda riproduce un film nella sala di proiezione. Non sembra funzionare, fino a quando Scrappy non lo collega, ma a questo punto Scooby ha la mano sul proiettore e lo tira attraverso, facendo cadere la bobina del film con lui bloccato in mezzo. Imperterriti, Scooby e Scrappy dicono semplicemente di essere slogan.

## Settimana bianca
Due sciatori maschi vengono spaventati dal fantasma di Jeremiah Pratt che li vuole fuori dalla sua montagna. La banda è arrivata al Pratt's Peak Lodge e ha intenzione di godersi un po' di sci, notando anche quanto sia deserta, nonostante sia l'altezza della stagione. La governante, la signora Winters , dice alla banda che sono in grave pericolo e cerca di convincerli ad andarsene, ma il proprietario del lodge, Noah Reed, dice che non hanno nulla di cui preoccuparsi, invitandoli a entrare. La signora Winters e Noah raccontano alla banda del fantasma di Jeremiah Pratt, credendo che sia lui la causa della loggia vuota, anche se Noah pensa che la signora Winters sia solo superstiziosa. La banda incontra quindi Will Henry, il maestro di sci, che dice che non esistono cose come i fantasmi. Mentre Shaggy, Scooby e Scrappy stanno preparando la loro stanza, trovano il fantasma di Jeremiah Pratt. Mentre Scooby, Shaggy e Scrappy scendono lungo una grande collina, incontrano di nuovo il fantasma e si nascondono in una grotta. Nel frattempo, Fred e le ragazze trovano il vecchio diario di Jeremiah. Una pagina mancante parlava di aquile. Poi hanno trovato della dinamite nella stessa caverna in cui si nascondevano Shaggy, Scooby e Scrappy. Shaggy e Scooby, che trasportava Scrappy, erano in un altro inseguimento con il fantasma. Il fantasma colpì Shaggy ei cani nella neve, e la signora Winters disse al resto della banda di riscaldarsi. Nella sauna, Shaggy ha ritrovato il fantasma. Lui ei cani stavano correndo così veloci che si sono schiantati accidentalmente contro molti sci. Daphne e Velma hanno aiutato a pulire gli sci, quando quest'ultimo ha notato le lettere "WHP" sugli sci di Will Henry, che significa "Will Henry" non è il nome completo di Will. Di notte, i sospettati e Velma udirono un rombo e notarono il carro perduto di Jerimiah Pratt. Ma sono stati proprio Shaggy e Scooby a tenere la copertina. Poi è apparso il fantasma e ha avuto inizio una valanga. La banda e il fantasma saltarono sul carro reale senza la sua copertura e caddero nella neve. Il fantasma era bloccato in un mucchio di neve. Fred ha capito che "WHP" sugli sci del maestro di sci sta per Will Henry Pratt. Fred ha smascherato il fantasma come Will, pronipote di Jeremiah Pratt , che era alla ricerca di alcune monete d'oro chiamate Aquile , che sono nel carro di Jeremiah. Si è vestito come il fantasma del suo bis bis bisnonno per spaventare i turisti in modo che nessuno tranne lui potesse cercare l'oro. Velma ha detto a Will che l'oro è una spedizione governativa e appartiene allo zio Sam. Scooby e Scrappy continuano a usare il paracadute per sciare.

## Abra cadabra
In una notte in un hotel di Atlantic City, la banda stava guardando uno spettacolo di magia eseguito da un mago di nome Morgan e dalla sua assistente, Lorraine. Per il loro trucco successivo, ha dovuto trovare due volontari, quindi Scrappy ha cercato di attirare la sua attenzione per far salire sul palco Shaggy e Scooby. Dopodiché, la guardia di sicurezza dell'hotel porta anche una preziosa perla nera, che era esposta nella hall dell'hotel, su Strano. Quindi Morgan lo mise nella scatola e lo chiuse con due chiavi, senza le quali nessuno, nemmeno lui stesso, può aprire la scatola. Tuttavia, mentre stava per eseguire il suo trucco, apparve una figura spettrale che sembrava molto arrabbiata. Morgan lo ha riconosciuto come colui che gli ha insegnato la magia, uno chiamato Great Haldane. Quando Haldane ha messo un incantesimo sulla scatola, Scrappy, come al solito, ha cercato di catturare il fantasma ma il fantasma è semplicemente scomparso, causando la fuga del pubblico e il panico. Più tardi, quando la banda, Morgan e Lorraine aprirono la scatola per restituire la perla alla guardia di sicurezza, scoprirono che la perla era sparita, e non era nemmeno sotto il falso fondo che faceva parte dell'illusione, nient'altro che polvere grigia . La guardia ha dovuto denunciare la scomparsa della perla al direttore. Quando la banda ha deciso di indagare, Shaggy e i Doos sono andati alla fiera sul lungomare per prendere del cibo. Per prima cosa sono andati allo stand di Taffy dove Scooby ha rubato un po' 'di taffy da Shaggy ma è stato derubato da Scrappy. Così Scooby è andato allo stand Taffy e ha fatto di più, ma è rimasto intrappolato nel taffy e accidentalmente incasinato con la macchina, facendolo girare fuori controllo e volare nella porta del palco dove è apparso il fantasma. Scrappy gli è andato dietro e gli ha persino lanciato un foglio. Ma quando è apparsa la banda, il fantasma era sparito. All'improvviso apparve un altro mago chiamato Conrad the Conjurer. Lui e Morgan sembravano essere rivali. Qualche istante dopo, Shaggy ei cani hanno giocato nel camerino di Morgan dove il fantasma di Haldane è apparso ancora una volta e hanno cercato di prenderli. Shaggy ha cercato di usare la bacchetta di Morgan per sbarazzarsi di lui, ma ha fallito così lui e Scooby si sono ritirati e hanno portato Scrappy con loro. Nel frattempo, Fred, Velma e Daphne sono entrati anche nel camerino di Morgan dove hanno notato il disordine che Shaggy e i cani hanno fatto. Dato che non hanno incasinato il ciondolo di Morgan, Velma gli ha dato un'occhiata e quando l'ha sbattuto sul tavolo suona, rivelando che il ciondolo era davvero un diapason. Di ritorno alla fiera, Scrappy ha giocato a un gioco abbattuto poiché era il tema dei mostri quando improvvisamente il fantasma si è arrabbiato come sempre. Così Scooby ei cani corsero verso il Tunnel of affection ma il fantasma era ancora sulle loro tracce. Quando il fantasma ha ottenuto Scrappy, Scooby e Shaggy si sono travestiti da addetti alla manutenzione, hanno incollato un'immagine di clown sul fantasma e ne hanno scattato una foto umiliante. Proprio come Shaggy pensava che fossero scappati dal fantasma, Scrappy pensava di averlo visto. Più tardi sul palco, sembrerebbe che Haldane abbia messo Shaggy e Scooby in una scatola e mescolato le sue parti del corpo. Proprio mentre Scrappy stava cercando di aggiustarli, apparvero Fred e le ragazze. Poi Fred ha deciso di cercare il fantasma in alto e in basso. Shaggy lo usò a suo vantaggio andando in alto nella cabina delle luci. Quando la coda di Scooby ha toccato accidentalmente uno degli interruttori, Scooby ha notato il fantasma di Haldane sul palco. Scooby ha cercato di attirare l'attenzione di Shaggy, ma quando Scooby ha premuto lo stesso interruttore, Haldane è scomparso, quindi Shaggy non ha visto nulla e ha pensato che fosse l'immaginazione di Scooby. Tuttavia, Scooby ha toccato l'interruttore una terza volta e Haldane è apparso di nuovo. Scrappy lo notò e lo inseguì di nuovo. Nel frattempo, anche il resto della banda ha notato che il fantasma non faceva altro che agitare le braccia e non emettere alcun suono. Proprio mentre Scrappy ha cercato di afferrare il fantasma, lo ha attraversato e il fantasma è scomparso proprio come prima. Quando Velma ha notato Shaggy e Scooby nella cabina delle luci, Velma ha pensato a qualcosa. All'improvviso, Scrappy ha afferrato accidentalmente Lorraine, che stava cercando di scoprire come Morgan ha fatto il trucco della tigre che svanisce. Morgan apparve, sentendosi tradito dal fatto che il suo assistente lo stesse spiando. Quindi chiede a tutti di andarsene. Proprio come pensava Daphne Non risolverò mai il mistero, Velma sembrava aver capito le cose. Per catturare il fantasma, la prima cosa di cui hanno bisogno è l'aiuto del soffiatore di vetro alla fiera del lungomare. Più tardi, Velma sembrava apparire con la perla nera mancante di nuovo in mostra, con Morgan, Lorraine e Conrad che ascoltavano. La banda si preparava a intrappolare il fantasma nel backstage. Quando il fantasma di Haldane si chiese come fosse stata trovata la perla, guardò attraverso una scatola sollevando un falso fondo di un cassetto e scoprì che la perla era ancora dove l'aveva nascosta, con suo grande shock e confusione. Poi la banda ha affrontato il fantasma. Rendendosi conto di essere stato ingannato, Haldane si lanciò contro di loro. Proprio mentre la banda ha preso il fantasma nelle loro mani, Scrappy ha incasinato e si è ritrovato intrappolato nella gabbia che era per il fantasma. Haldane stava per fuggire con la perla, ma Shaggy e Scooby vestiti da atleti hanno rubato la perla e sono corsi a giocare a palla con essa. Scrappy vestito da arbitro e uscito dalla gabbia grazie alle sue piccole dimensioni ha lanciato la perla in aria. Il fantasma è stato in grado di catturarlo ma mentre stava per atterrare, Shaggy e Scooby lo hanno preso in una cassa. Infine, Più tardi, nell'atrio, la guardia ha catturato il fantasma. L'altra perla era in realtà una palla di vetro che hanno preso allo stand del soffiatore. Il colpevole ha fatto la stessa cosa prima. La polvere nella scatola era davvero minuscoli frammenti di vetro, il che significa che ha sostituito la perla con la sua sfera di vetro. Il fantasma è stato smascherato come Morgan, con grande sorpresa della guardia, Shaggy e Scooby quando sia lui che il fantasma sono apparsi sul palco durante lo spettacolo. Velma e Daphne hanno rivelato che il fantasma che presumibilmente minacciava Morgan era in realtà una proiezione dalla cabina delle luci. Morgan ha persino usato il suo diapason per frantumare la perla di vetro per far sembrare che fosse uscita dalla scatola. La vera perla era nascosta nella veste di Morgan fino a dopo lo spettacolo. Ha usato la proiezione e il travestimento da fantasma in modo che Haldane sarebbe stato incolpato di tutto, compresa l'interruzione dello spettacolo di Morgan. Mentre la guardia portava via Morgan, Scooby testò il diapason sulla vera perla, facendolo vibrare.

## Un minotauro alla porta
La banda arriva sull'isola di Helios per le vacanze e vede i residenti spaventati dal Minotauro. Durante le indagini, incontrano Petros, Lord Silvertree e Nick Papas. Nick menziona il Minotauro che vive nel suo tempio, quindi la banda va lì. Anche Petros arriva lì per avvertirli. Scrappy trova una moneta misteriosa vicino al trono del Minotauro. Shaggy ei cani vengono quindi attaccati dal Minotauro e fuggono. Scrappy prepara una trappola per catturare Minotauro, ma cattura invece Petros. Petros porta la banda in una grotta dove tiene le olive. Velma trova un pezzo di cornice in un falò. Scrappy mostra la moneta d'argento che ha trovato, che risulta non essere affatto una. La banda decide di tornare al tempio. Shaggy e i cani rimangono nella taverna per pagare il cibo, ma vengono poi attaccati dal Minotauro. Il Minotauro li insegue in un labirinto. Shaggy ei cani scappano in un passaggio che conduce al trono del Minotauro. Curiosi, Fred e le ragazze attraversano il trono fino al passaggio per entrare nel labirinto e scoprire che qualcosa di pesante è stato trascinato. Trovano anche una porta segreta che conduce dal labirinto alla taverna. Daphne trova un dipinto in una botte di olive. Sul molo, Shaggy ei cani trovano una borsa sullo yacht di Silvertree, solo per essere attaccati dal Minotauro. Riescono a catturare il Minotauro. La banda svela il mistero: il cattivo si è travestito da Minotauro per spaventare tutti dalla strada per trascinare le pesanti borse che contengono tesori. I tesori erano nascosti nei barili di oliva e stavano per essere portati in Inghilterra quando Silvertree se ne andò. Si scopre che il Minotauro è Nick che voleva vendere il tesoro al mercato nero. La banda lo ha smascherato perché la moneta che Scrappy ha trovato proviene dalla sua cintura. Silvertree ha ringraziato la banda per aver risolto il mistero e Petros ha pianificato che Nick restituisse tutto il tesoro rubato.

## Scooby Doo non c'è più
La banda si dirige a New York City e lascia Shaggy, Scooby e Scrappy, così possono visitare il vecchio quartiere di Scrappy. In seguito Scooby e Shaggy vengono rapiti e spetta a Scrappy e ai suoi amici cuccioli salvarli.